# Ивановская волость (Карачевский уезд)
Ива́новская волость — административно-территориальная единица в составе Карачевского уезда.
Административный центр — село Ивановское.
Волость была образована в ходе реформы 1861 года; по площади являлась самой маленькой в уезде.
В 1880-х годах Ивановская волость была упразднена, а её территория присоединена к Хотынецкой волости.
Ныне вся территория бывшей Ивановской волости входит в состав Хотынецкого района Орловской области.